# The Warriors EP
The Warriors EP é o primeiro EP da banda californiana de new metal P.O.D., lançado em 1999 pouco antes do The Fundamental Elements of Southtown pela Tooth & Nail Records pouco antes da banda entrar para a gravadora Atlantic Records.

## Faixas
1. "Intro" - 1:38
2. "Southtown" - 4:30
3. "Breathe Babylon" - 6:02
4. "Rosa Linda" - 1:42
5. "Draw The Line" - 3:14
6. "Full Color" - 5:53
7. "Sabbath" - 4:33